# António Maria Barreiros Arrobas
António Maria Barreiros Arrobas ComA (Lisboa, São Sebastião da Pedreira, 18 de Julho de 1824 - Lisboa, 18 de Julho de 1888), foi um dos governadores de Cabo Verde.

## Biografia
Filho de Joaquim Paulo Xavier de Mira de Magalhães Corvo Carneiro Arrobas (Elvas - 18 de Agosto de 1893) e de sua mulher (2 de Fevereiro de 1814) Maria José Barreiros (Elvas, Alcáçova, 6 de Agosto de 1797 - 26 de Março de 1834), foi baptizado na freguesia de São Sebastião da Pedreira, sendo seus padrinhos, António Guedes de Vilhegas de Quinhones de Mattos Cabral e madrinha Nossa Senhora da Conceição Roxa. Casou em Lisboa, a 21 de Agosto de 1858, com Cecília Amélia Nunes Cardoso (Lisboa, Santos-o-Velho - 4 de Fevereiro de 1896), filha de Isidoro Nunes Cardoso e de sua mulher Sofia Maria, sem geração. Foi seu primo em 2.º grau o 1.º Barão de Nossa Senhora da Luz e 1.º Visconde de Nossa Senhora da Luz. Faleceu na mesma cidade em nasceu, em sua casa da Rua do Thezouro Velho N.º 5.

## Carreira militar
Assentou praça voluntariamente em 2 de Maio de 1840, no Regimento de Cavalaria N.º 2, passando a Alferes de Granadeiros da Rainha Dona Maria II a 16 de Fevereiro de 1844. Em 1846, esteve às ordens do Tenente Conde de Bonfim, Comandante de Divisão. Ascendeu a Tenente a 26 de Junho de 1848, Capitão a 29 de Abril de 1851, Major em 11 de Abril de 1854, passando pouco tempo depois a Coronel, e estava prestes a ascender a General de Brigada quando faleceu.

## Carreira política
Foi vogal para a Junta Consultiva do Ultramar e nomeado deputado e Governador-geral da Província Colonial de Cabo Verde, entre 3 de Dezembro de 1854 e 1857 (substituindo o Coronel Fortunato José Barreiros - seu primo). Destacou-se por algumas reformas, nomeadamente na implementação de políticas anti-escravatura e em Fevereiro de 1857, foi responsável pelo estabelecimento de instrução profissional abrindo escolas de coronheiro, espingardeiro, serralheiro e ferreiro. Pedia que abrissem aulas de pilotagem na Brava e que a escola principal anexasse o ensino comercial.

### Governo
Durante a sua governação, foi assoberbado com a epidemia da cólera que invadiu várias ilhas e fome, tomando políticas de saneamento. A ele se deve o Hospital Civil e Militar. Mandou nivelar ruas, proibiu a circulação de gado e porcos pelas ruas, providenciou um Lazareto no Ilhéu de Santa Maria, para internamento dos indivíduos provenientes da ilha do Fogo onde alastrava a cólera. Foram edificadas em 30 horas, seis casas espaçosas, bem cobertas e ventiladas, assoalhadas e mobiladas, trabalhando nas obras com as próprias mãos (Nobre de Oliveira, 2006).

## Carreira civil
Apesar de pertencer ao Estado-Maior do Exército, exerceu muitos empregos e comissões na carreira civil. No seu regresso a Lisboa, exerceu funções como vogal de direcção em bancos e companhias. Foi destacado como membro do Conselho Geral de Alfândegas e mais tarde Presidente da Junta Geral do distrito de Lisboa, tendo ainda sido nomeado Comendador da Ordem Militar de Avis, pelo desempenho do seu trabalho. Quando se iniciou a guerra civil portuguesa, época em que governava o partido Cabral e que o Duque de Saldanha entrou em fogo no combate de Torres Vedras, demonstrou grande valentia, que foi escolhido para parlamentário, quando chegou ao campo inimigo, o Duque de Saldanha, solicitou-lhe que ficasse às suas ordens. António Arrobas agradeceu; mas não aceitou e desde esse dia o Duque ficou sempre dando-lhe provas de seu verdadeiro amigo.

## Início na política
No intuito de contribuir para normalizar a instabilidade política que se vinha agravando em Portugal, candidatou-se a deputado pelo círculo 80, nas eleições de 18 de Setembro de 1870, com o apoio do anterior deputado, Aragão Mascarenhas, contra o Dr. Jacinto Nunes, candidato proposto pelo Governo, então regenerador. Venceu, tendo o apoio dos ricos proprietários do círculo 740, obtendo 1 775 votos contra 908 do seu oponente. No ano de 1871, após dissolução da Câmara dos deputados, voltou a candidatar-se, sem oposição, e obteve 2 202 votos.
Nesse período, tomou várias acções e em 1875, entregou à apreciação da Câmara dos Deputados a representação da Câmara Municipal, solicitando a "concessão dos lastros e produto do respectivo imposto para fazer o aterro da praia entre o cais [da Nossa Senhora da Conceição] e o baluarte do Livramento", obras que atenuariam as dificuldades que se verificavam no porto de Setúbal, devidas especialmente ao assoreamento provocado pelos desastres ao longo de séculos.
Em 1878, propôs-se de novo pelo círculo de Setúbal (agora 101), sem oposição, e obteve 2093 votos, tendo o apoio do Dr. Rodrigues Manitto. No dia 4 de Agosto de 1878 foi eleito por Setúbal, como Procurador à Junta Geral do Distrito.
Em 1879, o recém-criado Centro Político, presidido pelo Dr. Rodrigues Manitto, declarou-se opositor do deputado Arrobas. O Dr. Rodrigues Manitto mudava, assim, o seu rumo político, pois apoiara[António Maria Barreiro Arrobas, em outros actos eleitorais.
Concorreu novamente, contra António de Campos Valdez, progressista, proposto pelo Governo e pelo Centro Político, aproveitando, para a sua campanha eleitoral, o apoio dos Corrêa, seus correligionários e recém-vencedores na polémica da água. No domingo, dia 9 de Julho de 1879, já como Conselheiro, chegou à estação onde era esperado pelas filarmónicas Capricho, Firmeza de Setúbal e Amizade de Alcácer do Sal, acompanhadas de muito povo, seguindo-se festejos vários. Venceu as eleições, embora sendo oposição ao governo central e à administração local, onde dominavam os Progressistas. Os Regeneradores tentavam assim dominar assim a cidade de Setúbal, através do Conselheiro António Maria Barreiros Arrobas, "braço forte do vice-rei António Maria de Fontes Pereira de Melo, que trazia num constante fervedouro as urnas Setubalenses".
A vitória do Conselheiro verificou-se nas Mesas de Santa Maria, S. Julião, Azeitão e Palmela. Em Alcácer do Sal perdeu, por 352 votos contra 645 do candidato progressista, António de Campos Valdez. Não são indicados os resultados de S. Sebastião e Anunciada, freguesias onde não se deve sequer ter efectuado votação, embora fossem as mais populosas (4 830 e 5 085 habitantes, respectivamente).
Após serem divulgados os resultados da votação e conhecida a vitória do Conselheiro Arrobas, este desfilou acompanhado de cavaleiros e bandas de música, pelas ruas do centro da cidade (nem Troino nem Fontainhas foram agora visitadas), e dirigiu-se aos Paços do Concelho, onde recebeu o diploma de deputado sob as ovações de todos os que o acompanharam. Foi então distribuído por todos os eleitores um panfleto, no qual o Conselheiro Arrobas agradecia a prova de confiança que lhe fora dada, ao fazê-lo eleger novamente deputado pelo círculo.
Com a subida do Partido Regenerador ao poder, no ano de 1881, o Progressista Setubalense Dr. Aníbal Álvares da Silva Júnior foi exonerado do cargo de administrador do Concelho de Cascais, facto considerado como vingança do Conselheiro Arrobas, "por ter sido guerreado na última eleição pelo Dr. Aníbal, quando este era administrador do concelho de Setúbal, e aquele candidato oposicionista".
Ainda em 1881, os Regeneradores, alarmados com a aceitação que os Republicanos tinham na cidade, pediram o apoio dos Progressistas e o próprio Conselheiro Arrobas não se quis candidatar, receando os resultados. Era então Governador Civil do Distrito de Lisboa.
Assim, foi ainda Conselheiro, Par do Reino, deputado às Cortes em várias legislaturas, tendo-se destacado como Governador Civil do Distrito de Lisboa (1881), cargo esse que manifestou grande dedicação à monarquia. A título de curiosidade, proibiu inclusive que se tocasse a Marselha, mesmo em pianos de casas particulares. Proibiu o toque a repique abusivo dos sineiros nos dias de festeja, permitindo que fossem tocados apenas durante 5 minutos em vésperas e dias de consagração. Publicou um edital, obrigando os restaurantes, lojas de bebidas e armazéns de vinho a fechar á 1 hora da manha. E ainda, determinou que os moços de fretes usassem placas de identificação. 
“Arrobas de nome e de peso”, a ele se refere, satiricamente, Rafael Bordalo Pinheiro no seu, Álbum de Glórias (1881): "0 seu nome é Arrobas. Os seus pés são dois quintais. O seu todo é uma tonelada".
O excesso de gorduras era tanto que Bordalo Pinheiro considerava que, "pela designação e pelas tendências […] para a circunferência […]", o Conselheiro formava um todo uniformizado, pois era "Arrobas na figura, nos gestos, nos raciocínios e nas sílabas".
Ao aludir aos censos da população, Bordalo Pinheiro considera que, entre as medidas radicais próprias para assinalar a passagem do Sr. Conselheiro Arrobas pelas "províncias da pública administração" destaca-se a que teve por fim submeter à numeração toda a sociedade portuguesa desde 1 a 4 milhões, obrigando todos os naturais do país a trazerem ao pescoço uma coleira com o respectivo algarismo - sem guizo.
Criticado literariamente por Eça de Queiróz e Ramalho Ortigâo [vide nota 3], foi caricaturado várias vezes, ele próprio se intitulava de Tigre, cognome a que Bordalo Pinheiro acrescentou "Peso antigo com medidas novas", caricatura do seu próprio aspecto físico, mental intelectual e político.
A sua biografia e retrato foram publicados no “Diário Ilustrado”, de 20 de Abril de 1881 (por Fernandes Costa).
Casou a 21 de Agosto de 1859, na capela do Duque de Loulé, no pátio do Thorel, oficiando o bispo do Funchal, com D. Cecília Amélia Nunes Cardoso, fal. a 4 de Fevereiro de 1896, sem deixar descendência.